# گلپول
گلپول (به انگلیسی: Glapwell) یک روستا و محله مدنی در بریتانیا است که در منطقه بالسوور واقع شده‌است. گلپول ۱٬۵۰۳ نفر جمعیت دارد.